# MSC Bridge
L'MSC Bridge è un traghetto Ro-Ro appartenente alla Mediterranean Shipping Company.

## Servizio
Varato l'11 ottobre 1997 nei cantieri navali Società Esercizio Cantiere di Viareggio con il nome di Stena Ausonia e completato nel 1998 nei cantieri INMA di La Spezia, viene consegnato il 6 ottobre 1998 alla Stena Line. Nello stesso mese viene noleggiato alla Royal Fleet Auxiliary Service ed impiegato nel trasporto di materiale bellico con il nome di Sea Centurion e con l'indicativo A 98. 
Il 26 gennaio 1999 viene battezzato a Marchwood.
Il 27 agosto 2002 termina il noleggio alla Royal Navy e viene disarmato.
Da gennaio 2003 ad agosto 2005 viene noleggiato alla SudCargo e ribattezzato Mont Ventoux. Successivamente viene disarmato nel cantiere navale A&P di Falmouth, dove il 30 agosto 2005, viene ribattezzato Stena Forwarder. 
Da settembre ad ottobre 2005 torna in noleggio alla SudCargo.
A novembre 2005 viene noleggiato alla Trasmediterránea.
Nel novembre del 2006 viene noleggiato dal Ministero della difesa danese per 5 anni.
A gennaio 2007 viene subnoleggiato alla DFDS ed impiegato nei collegamenti tra Rotterdam e Immingham.  Il 14 febbraio 2007 viene trasferito nei collegamenti tra Cuxhaven ed Immingham ed in seguito in quelli tra Göteborg ed Immingham. Ribattezzato Ark Forwarder, prende servizio a partire dal 1º marzo nei collegamenti tra Göteborg e Tilbury.
Da dicembre 2009 a febbraio 2010 viene ancora subnoleggiato alla Smyril Line ed impiegato nei collegamenti tra Esbjerg edHarwich. A noleggio terminato, torna in noleggio nello stesso mese per circa una settimana alla DFDS sulla Rotterdam-Immingham.
Dal 20 dicembre 2010 torna in servizio per Stena Line sulla Rotterdam-Harwich.
Da giugno a luglio 2012 viene noleggiato alla MN Lines. Successivamente viene disarmato a Marsiglia.
Da ottobre 2013 al 19 gennaio 2014 viene noleggiato alla Transfennica ed impiegato sulla Zeebrugge-Bilbao. La sera stessa salpa per Rotterdam e torna in noleggio a DFDS. Dal 23 gennaio al 20 maggio opera quindi sulla Immingham-Esbjerg.
Il 21 maggio 2014 viene rescisso da DFDS il contratto di noleggio del traghetto, che salpa il giorno stesso per Gibilterra. Il 23 giugno arriva a Genova.
Da luglio 2014 al 14 settembre viene noleggiato alla GNV ed impiegato sulla Genova-Palermo. Il 15 settembre salpa per Malaga, dove viene disarmato. Il 10 ottobre viene trasferito a Suez.
A maggio 2015 viene ribattezzato Wilhelmsborg.
A maggio 2016 viene ribattezzato Ark Forwarder e nel novembre successivo viene noleggiato alla Swedish Orient Line ed impiegato dal 24 novembre al 18 giugno 2017 sulla Zeebrugge-Göteborg.
Nell'ottobre del 2017 viene noleggiato alla CMA CGM ed impiegato nei collegamenti tra Marsiglia, Genova, Tangeri e Casablanca sotto le insegne della tunisina CoTuNav.
Nel gennaio del 2018, con la soppressione della linea, viene disarmato a Genova.
A marzo 2018 viene noleggiato alla MSC e, ribattezzato MSC Bridge, prende servizio sulla Gioia Tauro-Radès.
Il 23 maggio 2018 viene venduto a titolo definitivo ad MSC e successivamente noleggiato alla Linea Messina, per la quale opera tutt'oggi.

## Navi gemelle
- Jacklyn
- Mexico Star